# Wim Kelleners
Wim Kelleners (Heerlen, 9 mei 1950) is een voormalig Nederlands wielrenner. 
Wim Kelleners was een goede amateur, die onder meer in 1971 de amateurversie van Rund um den Henninger-Turm won. In datzelfde jaar werd hij tweede in het nationaal wegkampioenschap achter Jan Spetgens. In zijn professionele carrière kwam hij één keer in de Ronde van Frankrijk uit, in 1973.

## Resultaten in voornaamste wedstrijden
| Jaar | Ronde van Italië | Ronde van Frankrijk | Ronde van Spanje |
| ---- | ---------------- | ------------------- | ---------------- |
| 1972 |                  |                     |                  |
| 1973 |                  | opgave              |                  |
| 1973 |                  |                     |                  |

| Jaar | Amstel Gold Race | Omloop Het Volk |
| ---- | ---------------- | --------------- |
| 1972 |                  | 23e             |
| 1973 |                  |                 |
| 1974 | 29e              |                 |